# Tillandsia fasciculata
Tillandsia fasciculata là một loài thuộc chi Tillandsia. Đây là loài bản địa của Costa Rica, México, Venezuela và Hoa Kỳ.

## Hình ảnh

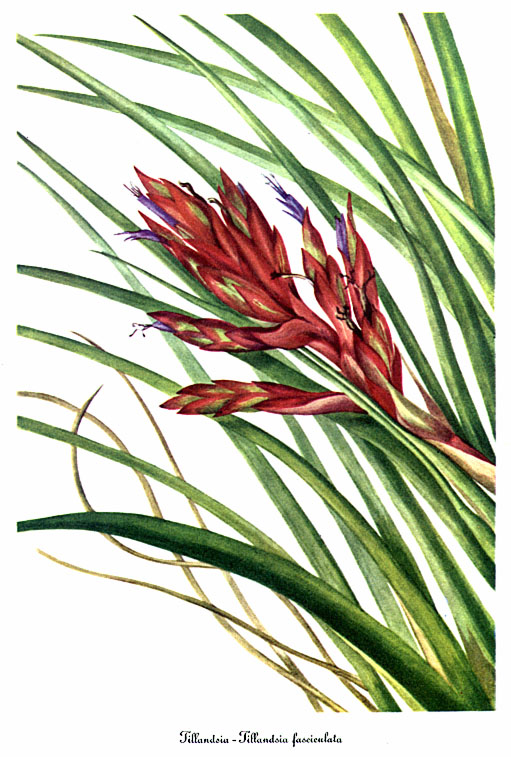
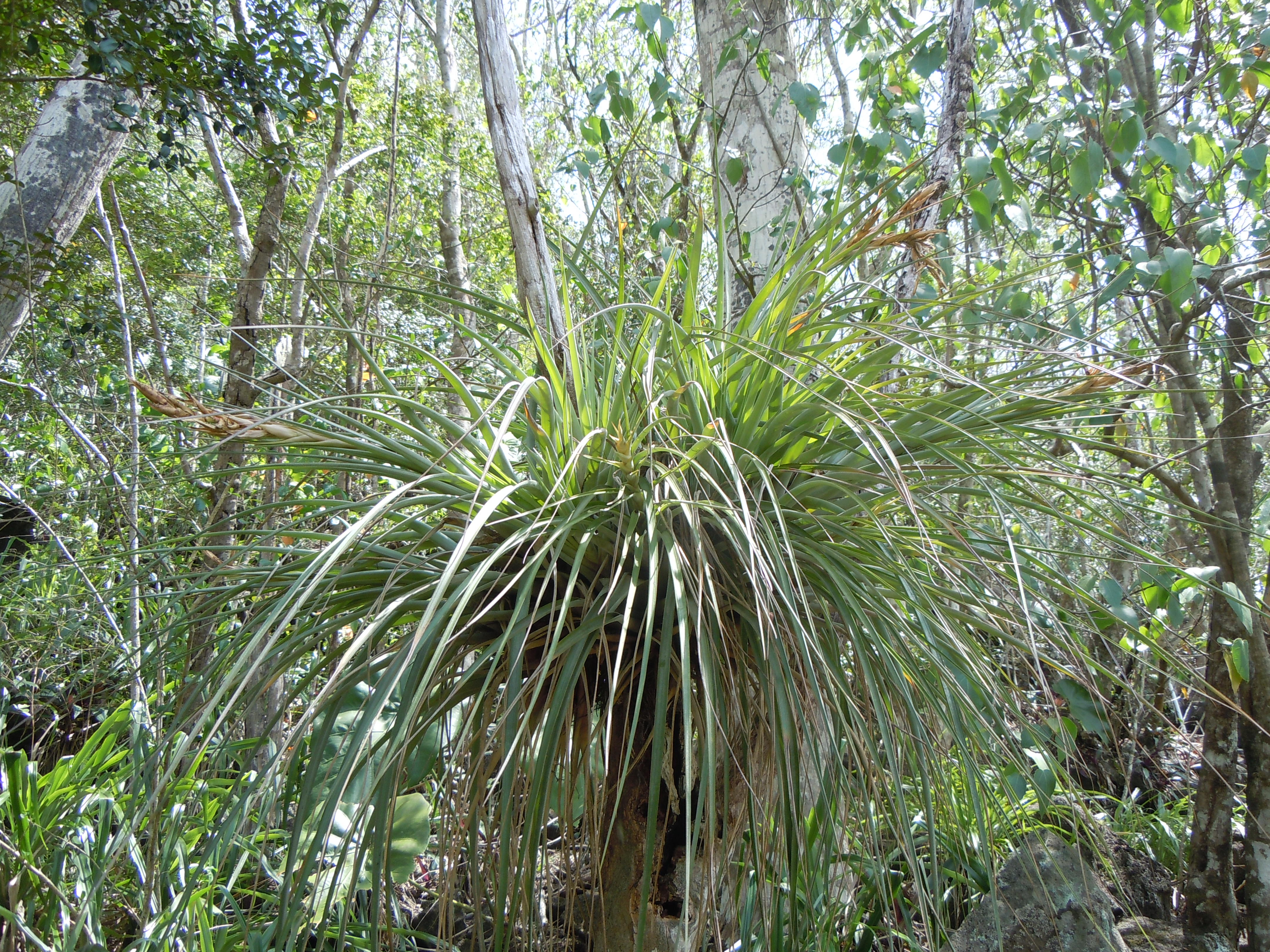
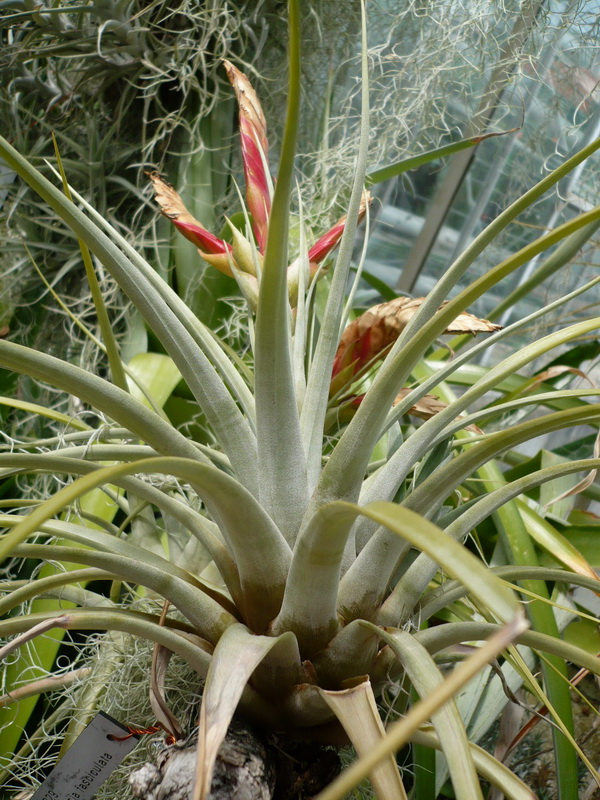
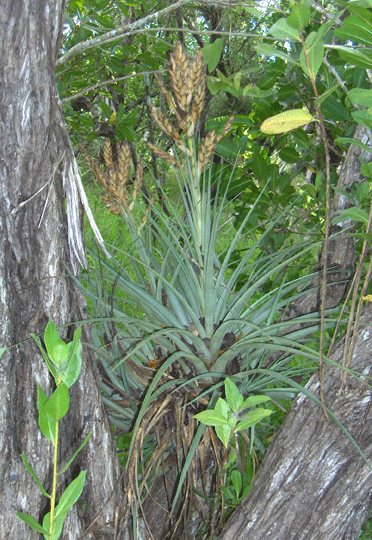

## Giống
- Tillandsia 'Beauty'
- Tillandsia 'Casallena'
- Tillandsia 'Cathcart'
- Tillandsia 'Chevalieri'
- Tillandsia 'Chiquininga'
- Tillandsia 'Ervin Wurthmann'
- Tillandsia 'Florida'
- Tillandsia 'Hines Poth'
- Tillandsia 'Jalapa Fortin'
- Tillandsia 'Latas au Pair'
- Tillandsia 'Maria Teresa L.'
- Tillandsia 'Miz Ellen'
- Tillandsia 'Neerdie'
- Tillandsia 'Pachuca'
- Tillandsia 'Silver Bullets'
- Tillandsia 'Summer Dawn'
- Tillandsia 'Sybil Frasier'
- Tillandsia 'Tropiflora'
- Tillandsia 'Unamit'
- Tillandsia 'Verraco'
- Tillandsia 'Veteran'